# 橋本恕
橋本恕（1926年4月7日—2014年4月6日），日本外交官，曾任日本驻中华人民共和国特命全权大使。徳島県鳴門市人。

## 生平
1953年，毕业于東京大学法学部，后进入外務省，1973年3月被任命为日本驻华大使馆参赞。1980年，担任大臣官房審議官。1981年，任情報文化局局長。曾担任驻埃及大使。1989年，任日本驻中国大使。2014年4月去世。